# Ahmed Gasmi
Pour les articles homonymes, voir Gasmi.
Ahmed Gasmi (en arabe : أحمد قاسمي), né le 22 novembre 1984 à Skikda, est un footballeur international algérien évoluant au poste d'attaquant Au RC Kouba
Il compte 2 sélections en équipe nationale en 2012.

## Biographie

### En club
Après deux saisons à la JSM Béjaïa, au cours desquelles il inscrit 20 buts en 55 matchs, il signe le 26 mai 2012 un contrat de deux ans en faveur de l'USM Alger. Le 3 novembre 2012, Gasmi inscrit le premier triplé de sa carrière professionnelle lors d'un match de championnat face au WA Tlemcen.
Il remporte avec l'USMA son premier trophée, la Coupe d'Algérie 2013. Gasmi est titularisé lors de la finale gagnée 1-0 face au MC Alger. Il joue la quasi-totalité de la rencontre, cédant sa place dans le temps additionnel de la seconde période. Deux semaines plus tard, le 14 mai 2013, il remporte la Coupe de l'UAFA 2013 sans toutefois participer à la finale.
En 2015 il a rejoint le NA Hussein Dey , il a perdu la finale de la Coupe d'Algérie en 2016 face le Mouloudia d'Alger 1 à 0 , en 2017 il est devenu le Meilleur buteur du Championnat d'Algérie  avec 14 buts , en août 2017 il a participé au tournoi du Championnat arabe des clubs avec son club.

### En équipe d'Algérie
Ahmed Gasmi compte 9 sélections avec l'équipe d'Algérie A'.
En septembre 2012, le sélectionneur de l'équipe d'Algérie Vahid Halilhodžić le convoque pour la première fois chez les A. Il honore sa première sélection le 14 novembre 2012 à l'occasion d'un match amical face à la Bosnie-Herzégovine.

## Statistiques
| Saison                | Club                  | Championnat           | Championnat | Championnat | Coupe(s) nationale(s) | Coupe(s) nationale(s) | Compétition(s) continentale(s) | Compétition(s) continentale(s) | Compétition(s) continentale(s) | Autres compétitions | Autres compétitions | Autres compétitions | Total | Total |
| Saison                | Club                  | Division              | M.          | B.          | M.                    | B.                    | Comp.                          | M.                             | B.                             | Comp.               | M.                  | B.                  | M.    | B.    |
| 2007-2008             | MC El Eulma           | 2                     | 14          | 1           | 2                     | 0                     | -                              | -                              | -                              | -                   | -                   | -                   | 16    | 1     |
| 2008-2009             | MC El Eulma           | 1                     | 29          | 6           | 4                     | 2                     | -                              | -                              | -                              | -                   | -                   | -                   | 33    | 8     |
| 2009-2010             | USM Annaba            | 1                     | 30          | 10          | 4                     | 1                     | -                              | -                              | -                              | -                   | -                   | -                   | 34    | 11    |
| 2010-2011             | JSM Béjaïa            | 1                     | 28          | 8           | 3                     | 0                     | -                              | -                              | -                              | -                   | -                   | -                   | 31    | 8     |
| 2011-2012             | JSM Béjaïa            | 1                     | 21          | 11          | 0                     | 0                     | C1                             | 3                              | 1                              | -                   | -                   | -                   | 24    | 12    |
| 2012-2013             | USM Alger             | 1                     | 24          | 8           | 5                     | 0                     | C3                             | 3                              | 0                              | UAFA                | 3                   | 1                   | 35    | 9     |
| 2013-2014             | USM Alger             | 1                     | 16          | 6           | 2                     | 0                     | -                              | -                              | -                              | -                   | -                   | -                   | 18    | 6     |
| 2014-2015             | ES Sétif              | 1                     | 16          | 2           | 4                     | 2                     | C1                             | 4                              | 0                              | -                   | -                   | -                   | 24    | 4     |
| 2015-2016             | NA Hussein Dey        | 1                     | 29          | 12          | 6                     | 1                     | -                              | -                              | -                              | -                   | -                   | -                   | 35    | 13    |
| 2016-2017             | NA Hussein Dey        | 1                     | 26          | 14          | 2                     | 1                     | -                              | -                              | -                              | -                   | -                   | -                   | 28    | 15    |
| 2017-2018             | NA Hussein Dey        | 1                     | 23          | 6           | 1                     | 0                     | -                              | -                              | -                              | AC                  | 3                   | 1                   | 27    | 7     |
| 2018-2019             | NA Hussein Dey        | 1                     | 24          | 5           | 6                     | 1                     | C3                             | 5                              | 5                              | -                   | -                   | -                   | 35    | 11    |
| 2019-2020             | CR Belouizdad         | 1                     | 11          | 0           | 3                     | 0                     | C3                             | 2                              | 1                              | -                   | -                   | -                   | 16    | 1     |
| 2020-2021             | CR Belouizdad         | 1                     | 20          | 0           | 0                     | 0                     | C1                             | 5                              | 1                              | -                   | -                   | -                   | 25    | 1     |
| 2021-2022             | RC Kouba              | 2                     | -           | -           | -                     | -                     | -                              | -                              | -                              | -                   | -                   | -                   | 0     | 0     |
| 2022-2023             | RC Kouba              | 2                     | -           | -           | -                     | -                     | -                              | -                              | -                              | -                   | -                   | -                   | 0     | 0     |
| Total sur la carrière | Total sur la carrière | Total sur la carrière | 311         | 89          | 42                    | 8                     | -                              | 22                             | 8                              | -                   | 6                   | 2                   | 381   | 107   |

## Palmarès
- Champion d'Algérie en 2015 avec l'ES Sétif.
- Champion d'Algérie en 2014 avec l'USM Alger.
- Vainqueur de la coupe d'Algérie en 2013 avec l'USM Alger.
- Finaliste de la coupe d'Algérie en 2016 avec le NA Hussein Dey.
- Vainqueur de la supercoupe d'Algérie en 2013 avec l'USM Alger.
- Vainqueur de la Coupe de l'UAFA en 2013 avec l'USM Alger.
- Champion d'Algérie en 2020 et 2021 avec le CR Belouzidad 2020-2021.

### Distinctions personnelles
- Meilleur buteur du Championnat d'Algérie en 2017 avec le NA Hussein Dey avec 14 buts.